# Bāfq (kommunhuvudort i Iran)
Bāfq (persiska: بافق) är en kommunhuvudort i Iran.   Den ligger i provinsen Yazd, i den centrala delen av landet, 600 km sydost om huvudstaden Teheran. Bāfq ligger 991 meter över havet och antalet invånare är 31 215.
Terrängen runt Bāfq är platt.Runt Bāfq är det mycket glesbefolkat, med 3 invånare per kvadratkilometer. Det finns inga andra samhällen i närheten. Trakten runt Bāfq är ofruktbar med lite eller ingen växtlighet.